# Dee Dee Warwick
Dee Dee Warwick (Nueva Jersey, 25 de septiembre de 1942 - 18 de octubre de 2008) fue una cantante de soul estadounidense. 
Siguiendo el ejemplo de su hermana mayor, también cantante, Dionne Warwick, cambió su apellido para su nombre artístico. Formó parte de The Sweet Inspirations, consiguiendo un gran éxito al hacer los coros a Aretha Franklin. 
Durante la década de los '60 logró éxitos en solitario como "I'm Gonna Make You Love Me", compuesta por Kenneth Gamble y Leon Huff, y más tarde versionada por The Temptations y The Supremes.

## Vida
Warwick nació en East Orange, Nueva Jersey, hija de Mancel Warrick (1911-1977), quien comenzó su carrera como portero de Pullman y posteriormente se convirtió en chef, promotor de discos góspel para Chess Records y más tarde contador público certificado; y Lee Drinkard-Warrick (1920-2005), mánager de The Drinkard Singers.  
Warwick tenía una hermana, Dionne Warwick, y un hermano, Mancel Jr., que murió en un accidente en 1968 a la edad de 21 años. [Cita requerida]. Era de origen afroamericano, nativo americano. Warwick se graduó en East Orange High School en 1960.

## Discografía
| Año  | Título                | Discográfica |
| ---- | --------------------- | ------------ |
| 1967 | I want to be with you | Mercury      |
| 1969 | Foolish Fool          | Mercury      |
| 1970 | Turnin' around        | Atco         |

## Muerte
Dee Dee luchó contra la adicción a los narcóticos durante muchos años y estuvo en problemas de salud por algún tiempo. Su hermana estaba con ella cuando murió el 18 de octubre de 2008, en un asilo de ancianos en el condado de Essex, Nueva Jersey, a la edad de 63 años.
- Datos: Q267597